# جوزيف إم. ستريت
جوزيف إم. ستريت (بالإنجليزية: Joseph M. Street)‏ هو رئيس تحرير صحيفة وشخصية أعمال أمريكي، ولد في 18 أكتوبر 1782 في فرجينيا في الولايات المتحدة، وتوفي في 5 مايو 1840 في أجينسي في الولايات المتحدة.